# Дегтярьов Василь Олексійович
Василь Олексійович Дегтярьов (нар. 21 грудня 1879 (2 січня 1880), Тула — пом. 16 січня 1949, Москва) — радянський конструктор стрілецької зброї.
Герой Соціалістичної Праці (1940), генерал-майор інженерно-артилерійської служби. Лауреат чотирьох Сталінських премій (1941, 1942, 1946, 1949 — посмертно). Доктор технічних наук, член ВКП(б).

## Біографія
Василь Олексійович Дегтярьов народився в 21 грудня 1879 (2 січня 1880) році у місті Тулі. 1901 року він був призваний на військову службу. Служив у збройовій майстерні у Оранієнбаумі. З 1905 року працював слюсарем в майстерні при полігоні.
Під керівництвом Володимира Григоровича Федорова почав створення першої російської автоматичної гвинтівки. Ця робота була продовжена на Сестрецькому заводі зброї. У 1916 році ним був винайдений та успішно випробуваний автоматичний карабін.
У січні 1918 року В. Г. Федоров отримав доручення очолити виготовлення автоматів власної системи на Ковровському кулеметному заводі (з 1927 — Інструментальний завод № 2, потім завод № 2 Наркомату озброєння СРСР). Разом із ним на нове місце роботи виїхав і Дегтярьов.
Від 1918 року В. О. Дегтярьов очолив дослідну майстерню заводу зброї, а потім проектно-конструкторське бюро автоматичної стрілецької зброї, яке організував В. Г. Федоров у місті Ковров.
1924 року почав роботу над створенням першого зразка 7,62-мм ручного кулемета, прийнятого на озброєння у 1927 році під назвою ДП (Дегтярьова Піхотний). На базі ручного кулемета були створені авіаційні кулемети ДА і ДА-2, танковий кулемет ДТ, ротний кулемет РП-46. У 1934 році на озброєння був прийнятий пістолет-кулемет Дегтярьова ППД-34, згодом вдосконалювався у моделях ППД-38, ППД-40. В 1930 Дегтярьов розробив 12,7-мм крупнокаліберний кулемет ДК який після його вдосконалення Г. С. Шпагіним у 1938 році отримав назву ДШК. У 1939 році на озброєння став станковий кулемет системи Дегтярьова ДС-39. 2 січня 1940 року В. Дегтярьову присвоєно звання Героя Соціалістичної праці та нагороджено орденом Леніна та золотою медаллю «Серп і Молот».
Під час німецько-радянської війни ним були розроблені та передані в війська 14,5-мм Противотанкова рушниця, ПТРД і ручний кулемет зразка 1944 року (РПД) під патрон 7,62 зр. 1943 р.
В. О. Дегтярьов помер 16 січня 1949 року. Похований у Коврові на Іоанно-Воїнському цвинтарі.

## Пам'ять
В Коврові у будинку, де жив В. О. Дегтярьов, відкритий музей.